# Flowerdale
Flowerdale est un hameau de l'État de Victoria à 95 kilomètres au nord de Melbourne. Il a été détruit par un incendie de forêt le 7 février 2009.